# Manuel Prado Perez-Rosas
Manuel Prado Perez-Rosas SI (ur. 26 maja 1923 w Limie, zm. 9 października 2011 tamże) – peruwiański duchowny rzymskokatolicki, jezuita, biskup Chachapoyas i arcybiskup Trujillo.

## Biografia
1 lutego 1940 wstąpił do Towarzystwa Jezusowego. 13 lipca 1956 otrzymał święcenia prezbiteriatu i został kapłanem swojego zakonu. Był mistrzem nowicjatu oraz rektorem kolegiów jezuickich w Arequipie i w Piurze.
7 września 1970 papież Paweł VI mianował go biskupem Chachapoyas. 7 października 1970 w kościele św. Jana Chrzciciela w Limie przyjął sakrę biskupią z rąk arcybiskupa limskiego kard. Juana Landázuriego Rickettsa OFM. Współkonsekratorami byli arcybiskup Cuzco Ricardo Durand Flórez SI oraz arcybiskup Piury Erasmo Hinojosa Hurtado.
29 grudnia 1976 ten sam papież przeniósł go na urząd arcybiskupa Trujillo. Stanowisko to pełnił do 29 lipca 1999, gdy, rok po osiągnięciu wieku emerytalnego, przeszedł na emeryturę.
Zmarł 9 października 2011 na nowotwór wątroby.